# Калитинский, Александр Петрович
Александр Петрович Калитинский (1879 — 1946, Париж) — русский археолог, искусствовед.

## Биография
Родился 30 июня 1879 года (по другим данным 1880 года).
Окончил физико-математический факультет Новороссийского университета в Одессе.
Преподавал математику и естественную историю в Одесской женской гимназии (1906—1909), затем географию в Московской женской гимназии (1909—1910).
В 1910 был зачислен действительным слушателем Императорского Московского археологического института. С 1915 преподавал в археологическом институте на кафедрах бытовой и первобытной археологии. Профессор. Читал курс по антропологии и этнологии России в Народном университете им. А. Л. Шанявского. Член Московского археологического общества, товарищ председателя Московского общества по исследованию памятников и древностей.
Муж актрисы М. Н. Германовой. После революции 1917 года стал директором Оперы Зимина. Вошел в состав правления Московского Художественного театра (МХТ). С Качаловской группой МХТ уехал на юг России, а затем за границу.
В эмиграции в 1920-х годах жил в Чехословакии. Преподавал в Пражском университете. Участвовал в работе Семинариума Кондакова. После смерти Н. П. Кондакова в 1925 возглавил Семинариум. Сотрудничал в Русском историческом обществе, Русском научном институте и др.
В 1930 году переехал во Францию. Один из учредителей и член приходского совета храма преподобного Серафима Саровского на ул. Лекурб в Париже. Член правления Общества охранения русских культурных ценностей. Член Кружка «К познанию России», выступал с докладами на его собраниях (1930-е). Был оппонентом при защите диссертации И. В. Пузино (1937). Выступал с речами в Научно-философском обществе по случаю присуждения Н. Т. Беляеву золотой Бессемеровской медали (1937), на чествовании А. А. Башмакова (1939). Член общества «Икона» в Париже. Член Комитета по делам просвещения и церкви (1941). В 1943 читал цикл лекций по истории русской жизни в Кружке изучения России при Доме русской молодежи.
Скончался 27 мая 1946 года в Париже. Похоронен на кладбище в Сент-Женевьев-де-Буа.

## Сочинения
- История первобытного человека. Берлин, 1923; Из истории фибулы на Кавказе // Recueil N.P. Kondakov. Pr., 1926. С. 39—64;
- О некоторых формах фибулы из южной России // Seminarium Kondakovianum. Pr., 1927. Т. I. С. 191—214;
- Графиня Прасковья Сергеевна Уварова // Ib. С. 304—306;
- К вопросу о некоторых формах двупластинчатых фибул из России // Ib. 1928. Т. II. С. 277—309;
- Княгиня Мария Клавдиевна Тенишева // Ib. С. 324—327.